# Thomas Koenis
Thomas Koenis (Hoogkarspel, 11 december 1989) is een Nederlandse oud-basketballer die speelde voor onder andere Donar in de Dutch Basketball League (DBL).

## Clubs
Koenis begon als jeugdspeler op 13-jarige leeftijd bij BV Enkhuizen om na een paar jaar door te stromen naar de Den Helder Seals waar hij twee seizoenen speelde, totdat de club zich moest terugtrekken uit de eredivisie. Op dat moment vertrok Koenis naar Bergen op Zoom om daar voor de WCAA Giants te gaan spelen. In 2011 ging de club uit Bergen op Zoom failliet en trok ze zich terug uit de Eredivisie. Na het vertrek van Bryan Davis tekende Koenis een driejarig contract bij de GasTerra Flames (later Donar) uit Groningen. In 2014 won Koenis met Flames de NBB-Beker en het landskampioenschap. In 2015 was hij met Donar verliezend finalist van de Dutch Basketball League en winnaar van de NBB-Beker. Op 15 juli 2015 verruilde Koenis Donar voor ZZ Leiden waar hij twee seizoen verbleef voordat hij weer terugkeerde naar Groningen. Op 25 juni 2022 maakte Koenis bekend dat hij stopt met professioneel basketballen. Als eerbetoon heeft Donar zijn shirtnummer 14 ge-reitired en een gedeelte van de tribune naar hem vernoemd.

## Nationaal team
Koenis speelde in het onder 16-, onder 18- en onder 20-team van Nederland. Koenis speelde dertig interlands voor het nationaal team. Zijn eerste wedstrijd speelde hij op 27 juli 2010.

## Erelijst
- Nederlands kampioen (2): 2014, 2018
- NBB-Beker (3): 2014, 2015, 2018
- Supercup (2): 2014, 2018

Individuele prijzen:
- All-Star Team (1): 2018
- All-Defense Team (1): 2018
- DBL MVP U23 (2): 2009, 2012
- All-Star (1): 2015

## Statistieken
| Jaar    | Team           | GS | MPW | 2P%  | 3P%  | VW%  | RPW | APW | SPW | BPW | PPW |
| ------- | -------------- | -- | --- | ---- | ---- | ---- | --- | --- | --- | --- | --- |
| 2007–08 | Den Helder     | 39 | 14  | .509 | .000 | .444 | 2.9 | 0.3 | 0.5 | 0.2 | 3.4 |
| 2008–09 | Den Helder     | 37 | 17  | .537 | .000 | .525 | 4.4 | 0.5 | 0.7 | 0.1 | 5.9 |
| 2009–10 | Bergen op Zoom | 45 | 11  | .474 | .000 | .556 | 3.5 | 0.4 | 0.3 | 0.1 | 3.4 |
| 2010–11 | Bergen op Zoom | 17 | 19  | .543 | .000 | .556 | 6.1 | 0.6 | 0.9 | 0.3 | 7.5 |
| 2011–12 | Groningen      | 35 | 14  | .628 | .000 | .450 | 4.7 | 0.6 | 1.1 | 0.2 | 5.1 |
| 2012–13 | Groningen      | 39 | 17  | .574 | .000 | .538 | 5.5 | 0.6 | 1.1 | 0.2 | 6.7 |
| 2013–14 | Groningen      | 31 | 17  | .529 | –    | .500 | 5.3 | 0.5 | 0.7 | 0.3 | 5.7 |
| 2014–15 | Groningen      | 24 | 21  | .640 | –    | .531 | 6.7 | 1.3 | 1.0 | 0.3 | 7.2 |
| 2015–16 | Leiden         |    |     |      |      |      |     |     |     |     |     |
| 2016–17 | Leiden         |    |     |      |      |      |     |     |     |     |     |
| 2017–18 | Groningen      | 40 | 22  | .581 | .385 | .614 | 6.7 | 2.2 | 0.9 | 0.4 | 9.3 |